# Told at Twilight
Told at Twilight is een Amerikaanse dramafilm uit 1917 onder regie van Henry King.

## Verhaal
Mary Sunshine is het buurmeisje van Daniel Graham, een eenzame, oude brombeer. Zij en haar zwarte vriendje Piggy maken op een dag kennis met hem. Vanaf die dag brengt Mary regelmatig bezoekjes aan Daniel. Ze brengt warmte en vrolijkheid in zijn leven. De vader van Mary verliest intussen al zijn geld op de beurs. Hij wil inbreken bij zijn buurman, maar treft daar tot zijn verbazing zijn dochter aan. Mary denkt gelijk dat haar vader haar wilde verrassen. Daniel beseft wat er werkelijk aan de gang is, maar ter wille van Mary knijpt hij een oogje dicht.

## Rolverdeling
| Acteur           | Personage     |
| ---------------- | ------------- |
| Marie Osborne    | Mary Sunshine |
| Daniel Gilfether | Daniel Graham |
| Beatrice Van     | Moeder        |
| Henry King       | Vader         |
| Leon Pardue      | Piggy         |